# 키뉴레닌
키뉴레닌(영어: kynurenine)은 니아신 생성에 사용되는 아미노산인 L-트립토판의 대사 중간생성물이다.
키뉴레닌은 주로 간에서만 만들어지는 효소인 트립토판 2,3-이산소화효소와 면역 활성화에 반응하여 많은 조직에서 만들어지는 인돌아민 2,3-이산소화효소에 의해 합성된다. 키뉴레닌 및 키뉴레닌의 추가적인 분해 산물들은 염증 동안 혈관 확장 및 면역 반응 조절을 포함하여 다양한 생물학적 기능을 수행한다. 일부 암은 키뉴레닌의 생성을 증가시켜 종양의 성장을 증가시킨다.
키뉴레닌 생성의 증가는 C형 간염에 대한 인터페론 치료와 관련된 우울 증상을 유발할 수 있다는 증거가 있다. 조현병의 인지 결핍은 키뉴레닌을 분해하는 효소의 불균형과 관련이 있다. 키뉴레닌의 생성은 알츠하이머병 및 심혈관계 질환에서 증가하는 데, 키뉴레닌의 대사 산물들은 인지 결핍 및 우울 증상과 관련이 있다. 키뉴레닌은 또한 틱 장애와도 관련이 있다.
키뉴레니네이스는 키뉴레닌의 안트라닐산으로의 전환을 촉매하는 반면 키뉴레닌-옥소글루타르산 트랜스아미네이스는 키뉴레닌의 키뉴렌산으로의 전환을 촉매한다. 키뉴레닌 3-모노옥시제네이스는 키뉴레닌을 3-하이드록시키뉴레닌으로 전환시킨다.

## 키뉴레닌 경로 기능 장애
키뉴레닌 경로의 개별 단계(예: 키뉴레닌, 키뉴렌산, 퀴놀린산, 안트라닐산, 3-하이드록시키뉴레닌)에서의 기능 장애 상태는 다수의 장애에 대해 설명되어 왔고, 예들은 다음과 같다.
- HIV 관련 신경인지장애
- 투렛 증후군
- 틱 장애
- 정신 질환 (예: 조현병, 주요 우울 장애, 불안 장애)
- 다발성 경화증
- 헌팅턴병
- 뇌증
- 지질 대사
- 비알코올성 지방간
- 전신 홍반성 루푸스
- 글루타르산뇨증 1형
- 비타민 B6 결핍증
- 호산구증가근육통증후군

키뉴레닌 3-모노옥시제네이스의 하향조절은 유전자 다형성, 사이토카인 또는 둘 다에 의해 야기될 수 있다. 키뉴레닌 3-모노옥시제네이스의 결핍은 키뉴레닌의 축적을 야기하고, 키뉴레닌산 및 안트라닐산을 향한 트립토판 대사 경로 내에서의 이동을 초래한다. 키뉴레닌 3-모노옥시제네이스 결핍증은 뇌장애(예: 조현병, 틱 장애) 및 간장애와 관련이 있다.

## 같이 보기
- 인돌아민 2,3-이산소화효소 (IDO)
- 트립토판 2,3-이산소화효소 (TDO)
- N′'-폼일키뉴레닌
- 키뉴레닌 경로